# جيمي ويلان
جيمي ويلان (بالإنجليزية: Jimmy Whelan)‏ هو لاعب كرة قاعدة أمريكي، ولد في 11 مايو 1890 في كانساس سيتي في الولايات المتحدة، وتوفي في 29 نوفمبر 1929 في دايتون في الولايات المتحدة.

## وصلات خارجية
- جيمي ويلان على موقعبيزبول رفرنس.كوم (الدوري الرئيسي) (الإنجليزية)
- جيمي ويلان على موقعبيزبول رفرنس.كوم (الدوري الثانوي) (الإنجليزية)